# Vissbodasjön
Vissbodasjön är en sjö i Askersunds kommun i Närke och ingår i Nyköpingsåns huvudavrinningsområde.